# 3,6-Dibrombrenzcatechin
3,6-Dibrombrenzcatechin ist eine chemische Verbindung, die sowohl zu den Phenolen als auch zu den Bromaromaten gehört. Sie ist isomer zu 3,4-Dibrombrenzcatechin, 3,5-Dibrombrenzcatechin und 4,5-Dibrombrenzcatechin.

## Darstellung
Die Synthese von 3,6-Dibrombrenzcatechin geht vom Cyclohexanon aus, das mit einem großen Überschuss von Kupfer(II)-bromid zur Reaktion gebracht wird. Als Zwischenprodukt wird 3,6,6-Tribrom-2-hydroxycyclohex-2-en-1-on gebildet. Als zweiter Reaktionsschritt folgt die Reaktion mit Aromatisierung des Ringes mit Lithiumcarbonat in DMF

## Reaktionen
Mit Silber(I)-oxid in THF bildet sich das 3,6-Dibrom-o-benzochinon.
Bei der Bromierung mit Kaliumbromid und Brom entsteht Tetrabrombrenzcatechin, das einen Schmelzpunkt von 192 °C hat.